# 제임스 캘러헌
카디프의 캘러헌 남작, 래너드 제임스 캘러헌 (Leonard James Callaghan, Baron Callaghan of Cardiff, KG, PC, 1912년 3월 27일 ~ 2005년 3월 26일)은 영국의 노동당 정치인으로 1976년부터 1979년까지 영국의 총리를, 1976년부터 1980년까지 노동당의 대표를 역임하였다. 캘러헌은 4개의 영국 주요 장관직을 채운 유일한 인물로 재무 장관 (1964 ~ 1967), 내무 장관 (1967 ~ 1970), 외무 장관 (1974 ~ 1976)과 총리직을 맡았다. 그는 사실 선거를 이기지 않았으며 해럴드 윌슨 총리가 퇴임한 후 총리직에 올랐다. 1979년 캘러헌은 총선에서 보수당의 후보자 마거릿 대처에 의하여 패배하며 총리직을 물려주고 퇴임하였다. 
캘러헌은 자신이 지불 적자의 균형과 파운드 스털링에 투기적인 공격들을 싸워야 했던 영국 경제에서 소란스러운 시기에 1964년부터 1967년까지 재무 장관이었다. 1967년 11월 정부는 파운드 스털링의 가치를 감하는 데 강요되었다. 캘러헌은 사임하는 데 제안하였으나 로이 젱킨스와 자신의 장관직을 바꾸는 데 설득되어 1967년부터 1970년까지 내무 장관이 되었다. 그 수용력에 캘러헌은 북아일랜드 정부로부터 요청 후, 영국군을 북아일랜드로 배치하는 데 결정을 택하였다.
노동당은 1970년 총선을 패하였으나 캘러헌은 1974년 3월 외무 장관으로서 직위에 돌아와 유럽 경제 공동체의 영국의 회원직에 존속 기관을 재협상하고, 거기에 머무는 데 영국을 위한 1975년 국민 투표에서 찬성 투표를 성원하기 위하여 책임을 지었다. 윌슨 총리가 1976년 사임할 때 캘러헌은 노동당 의원들에 의하여 새로운 당수로 선출되었다. 책임으로서 그의 하나의 기간은 노동당이 영국 하원에서 다수를 보유하지 않았기 때문에 어려운 시간이었으며 자유민주당-노동당 협정을 포함한 진행인 자유당과 얼스터 연합당 같은 소수 정당들과 다루는 데 캘러헌을 강요하였다. 1978년 ~ 1979년의 불만의 겨울에 산업 분쟁, 큰 파업들과 높은 실업률은 캘러헌의 정부를 인기 없게 만들었고 스코틀랜드를 위한 위원 위임에 국민 투표의 패배는 1979년 3월 28일 불신임 결의의 통과로 이끌었다.

## 어린 시절과 경력 (1912 ~ 1944)
캘러헌은 잉글랜드 햄프셔주 포츠머스에서 태어났다.  그는 자신의 부친의 이름을 땄다. 제임스 캘러헌 1세는 1921년 캘러헌이 9세때 사망한 로마 가톨릭 아일랜드 계통의 영국 해군 고급 부사관이었다. 그의 모친은 샬럿으로 불리었다.  그는 포츠머스 노던 중등 학교에서 수학하였다. 그는 1929년 시니어 옥스퍼드 상을 얻었으나 대학을 들어갈 형편이 없어 대신 공무원 입사 시험에 앉았다.
17세의 나이에 그는 내국세 세입청을 위한 사원으로서 일하러 떠났다. 세금 조사원으로 일한 동안 캘러헌은 자신의 전문에서 그것들을 위한 노동 조합으로서 세무원 협회를 설립하는 데 수단이었으며 그 국가 간부의 일원이 되었다. 켄트주에서 내국세 세입청 사무소에 있는 동안 1931년 그는 노동당의 메이드스톤 지부에 가입하였다. 1934년 그는 런던에 있는 세입청 사무소로 옮겨졌다. 1937년 조합들의 합병에 이어 캘러헌은 전임 노조 관계자로서 임명되었고, 내국세 세입청 간부 연맹의 보조 서기로 올라갔으며 자신의 공무원 임무들로부터 사임하였다.
내국세 세입청 연맹에서 그의 노조 직위는 캘러헌을 노동당 국가 행정 위원회의 의장이자 런던 경제 대학의 존경을 받은 학회원 해럴드 래스키와 접촉으로 데려왔다. 래스키는 영국 국회를 지지하는 데 그에게 용기를 주었다. 1943년부터 영국 해군 순찰 서비스에 입대하여 중위의 계급으로 올라갔다. 자신의 승진을 위하여 훈련한 동안 그의 건강 검사 진단은 그가 결핵을 겪고 있었다는 것을 드러내 그는 포츠머스 근터 고스포트에 있는 해즐라 병원으로 수용되었다. 회복 후 그는 퇴원하였고, 화이트홀에 있는 해군 본보과 함께 임무들로 지정되었다. 그는 일본군의 소대로 지정되어 "적국 일본" 제목이 붙은 영국 해군을 위하여 복무 설명서를 썼다.
휴가를 택한 동안 캘러헌은 카디프 사우스를 위한 국회 의원 후보로서 선발되었다. 그는 11개의 투표와 다음으로 가장 높은 후보 조지 토머스에 12개의 투표와 함께 지방 당 투표를 좁게 이겼다. 그는 지방 노동당 서기 빌 히던의 차례로 동료이자 친구였던 스완지 출신의 내국세 세입청 간부 연맹의 국가 간부의 회원인 자신의 친구 데이 니스에 의한 카디프 사우스 의석을 위하여 자신의 이름을 내는 데 용기를 얻었다. 1945년 동안 그는 인도의 함대에 지정되어 인도양에서 HMS 엘리자베스 호에 근무하였다. 유럽 전승 기념일 후 다른 예기되는 후보들과 더불어 그는 총선에 서는 데 잉글랜드로 돌아왔다.

## 국회와 내각 (1945 ~ 1976)

1947년의 캘러헌

카디프 사우스를 위하여 안은 보수당의 당원은 1923년 처음으로 선출된 아서 에번스 경이었으며 1931년 의석을 다시 얻기 전에 1929년 노동당에게 패하였다. 전쟁의 발발에 이어 연합 정부의 형성 전에 마지막 총선에서 그는 노동당에 541개의 다수와 함께 겨우 통과하였다. 선거권자는 노동당 선거 운동에 의한 이길 수 있는 전망으로서 보인 그런 의석 만큼 타이거 베이와 뷰트 타운 같은 선창 지역은 물론 구 아일랜드인 거주지 애덤스다운을 포함한 몇몇의 근로자 계급 지역들을 가졌다.
노동당은 1945년 7월 26일 압도적 승리를 거우더 클레멘트 애틀리를 권력으로 데려왔다. 캘러헌은 1945년 영국 총선에서 자신의 카디프 의석을 이겼다. 그는 보수당의 현직 후보 에번스 경에 매우 훌륭한 6,000개의 다수를 이겼다. 총수에서 그는 에번스를 위한 11,545개에 17,489개를 얻었다. 그는 무력의 빠른 동원 해제 같은 문제들에, 그리고 새로운 주택 건설 프로그램을 위하여 선거 운동을 벌였다. 그의 선거 당시 그의 아들 마이클이 태어났다.
캘러헌은 하트퍼드셔주의 젊은 경찰서장 아서 영 경에 의하여 조언을 받은 1947년 영국 교통부에 국회 서기로 곧 임명되었으며 그의 도로 안전에서 중요한 향상들, 두드러지게 횡단 보도의 소개와 야간 반사 장치의 이용에서 연장선을 보았다. 그는 1950년부터 자신이 유럽 평의회와 유럽 군대를 위한 저항 계획으로 사절단이었던 해군 본부에 국회와 재정 서기로 옮겼다.
캘러헌은 노동당 의원들과 인기가 있었고, 노동당이 1951년부터 1964년까지 야당이었던 동안 매년 그림자 내각으로 선출되었다. 그는 자신이 경찰 급료에서 인상을 협상한 1955년부터 1960년까지 경찰 연맹에 국회 조언자였다. 그는 비핵화의 상대로서 1960년 당의 차장 리더십을 위하여 나갔고, 이 정책에 노동당 우익의 다른 후보 조지 브라운이 그와 동의했음에 불구하고 그는 브라운을 2번째 투표로 강요하였다. 1961년 캘러헌은 그림자 장관이 되었다. 1963년 1월 휴 게이츠컬이 사망할 때 캘러헌은 그의 뒤를 이으는 데 나갔으나 3위를 하고 말았다. 1963년 어려운 리더십 선거에서 지도자로서 해럴드 윌슨을 막기를 원하였으나 또한 조지 브라운을 신임하지 않았던 앤서니 크로스랜드 같은 우파들의 성원을 자신이 얻었어도 이기는 데 캘러헌을 위하여 너무 쉬웠다.

### 재무 장관
1964년 10월 보수당 총리 앨릭 더글러스흄 경이 총선을 불렀다. 그것은 곤란한 선거였으나 노동당은 작은 다수의 56개 의석을 얻었다.  해럴드 윌슨 아래 새로운 노동당 정부는 즉시 경제 문제들을 향하였고, 윌슨은 캘러헌을 재무 장관으로 임명하는 데 자신의 첫 시간들 안에 활동하였다. 새 정부는 지불 적자의 균형과 파운드 스털링의 투기적인 공격을 극복해야 하였다. 그것은 평가 절하가 가능하면 장기적으로 피해져야 한다고 캘러헌이 동의한 것에 전체 정부의 정책이었고, 그는 다른 중앙 은행들에서 대출을 주선하는 데 관리하였고 경제를 안정시키 순서에 어떤 세금 인상들로 지도하였다.  재무 장관으로서 캘러헌의 시간은 높은 인플레이션, 높은 실업률과 예산에서 적자 함께 불안정한 경제, 수출입의 균형에서 적자와 파운드 스털링의 가치에 더욱 중요하게 논쟁과 함께 위기의 시간 동안으로 있었던 것으로 알려졌다.
11월 11일 캘러헌은 자신의 첫 예산을 주었고, 국제 은행가들이 동의하지 않았어도 균형과 통화의 적자에서 열을 빼는 데 대부분의 경제학자들이 필요하다고 생각한 활동들인 소득세, 휘발유 세금에서 인상과 새로운 양도소득세의 소개를 선언하였다.  경제와 증가하는 어려움들은 이전 정부 아래 수입품들의 부가 요금이 하루에 5천만 파운드 만큼 많은 가격에 의하여 고갈되는 데 준비금을 강요했을 때 분명하였다. 11월 23일 그것은 비판의 큰 액수를 일으킨 2 퍼센트에서 7 퍼센트로 이자율을 인상하는 데 결정되었다.  위기 처리는 새로운 노동당 정부의 국고 정책을 반대한 잉글랜드 은행의 총재 크로머 경의 태도 때문에 더욱 어렵게 만들어졌다.  캘러헌과 윌슨이 새로운 총선을 부르는 데 위협했을 때 총재는 준비금과 적자를 안정시키는 데 곧 3억 파운드 대출을 올렸다.  그의 2번째 예산은 4월 6일 자신이 경제를 수축시키고 2억 5천만 파운드에 의하여 수입품의 요구를 줄이는 데 노력들을 선언할 때 왔다. 짧은 후에 이자율이 7 퍼센트에서 6 퍼센트로 축소되었다. 경제와 영국의 금융 시장들이 안정된 잠시의 시간을 위하여 6월을 위하여 캘러헌이 미국을 방문하여 린든 B. 존슨 대통령과 국제 통화 기금과 영국의 경제 상태를 논의하는 데 허용되었다.
7월 파운드 스털링은 극압 아래 왔으며 캘러헌은 경제의 관리를 증명하는 데 엄한 임시 조치를 창조하는 데 강요되었다. 이것들은 전부의 현재 정부의 건설 계획들을 정직시키고 새로운 연금 계획을 연기하는 것을 포함하였다. 그 중의 하나는 파운드 스털링을 뜨게 하거나 평가 절하를 하는 것이었다. 하지만 캘러헌과 윌슨은 파운드의 평가 절하가 새로운 사회와 경제 문제들을 창조할 것이라고 다시 단호했었고, 지속적으로 그것에 대해 단호한 입장을 취하였다. 정부는 경제와 1966년까지 하나로 축소되어 온 날씬한 대다수 둘다와 함께 지속적으로 분투하였다. 2월 28일 윌슨 총리는 형식적으로 1966년 3월 31일을 위한 선거를 공고하였다. 3월 1일 캘러헌은 하원들에게 "적은 예산"을 주었고, 영국이 십진법을 체택할 역사적 결정을 선언하였다. 그는 또한 경제적 어려움들의 표면에 저당 계획을 유지하는 데 저임금 소득자들을 하용한 단기간 저당 계획을 선언하기도 하였다. 노동당이 보수당에 363개에 252개의 의석으로 이긴지 곧 후에 노동당 정부에게 97개의 큰 다수를 주었다.
5월 4일 캘러헌은 자신의 새로운 예산을 소개하였다. 그는 자신이 선거에 대비하여 자신의 "적은 예산" 연설을 할 때 자신이 영국 하원으로 전체 예산을 가져올 것이라고 하원에 알렸다. 그의 예산의 주요 점은 제조업보다 서비스업들에 전념하는 선택적인 고용관련세금의 소개였다. 예산이 있던 12일 후에 국내 선원 연합은 국내 파업과 증가된 파운드 스털링을 향한 문제들을 불렀다. 추가적인 파업들은 증가하는 데 지불 적자의 균형과 이제 마감된 3천 3백만 파운드의 대출을 일으켰다. 7월 14일 이자율은 다시 7 퍼센트로 증가하였다. 7월 20일 캘러헌은 임금에 6개월 동결과 월급 인상들과 함께 긴급 10 포인트 프로그램을 선언하였다. 1967년까지 경제는 다시 한번 안정되기 시작하였고, 이자율은 3월 6 퍼센트, 그리고 5월 5.5 퍼센트로 축소되었다.
하지만 경제는 곧 석유 가격 인상의 이집트와 이스라엘 사이에 중동의 위기와 함께 다시 한번 소란에 있었다.  더욱 나가서 경제는 국내 부두 파업이 8주간 지속되었을 때 9월 중순이 타격을 얻었다. 파운드 스털링의 실행은 6일간의 전쟁과 수에즈 운하의 폐쇄와 부두 파업과 함께 시작되었고, 지불 적자의 균형은 위기의 수준으로 자라났다. 공동 시작의 보고는 파운드 스털링이 준비 화폐로서 지속될 수 없었다는 것을 제안하였고, 그것은 다시 파운드 스털링이 평가 절하되어야 했다는 것이 제안되었다. 캘러헌은 몇몇의 조건들이 첨부되었기 때문에 국제 통화 기금으로부터 제공된 우발 기금을 거부하였고, 11월 15일 수요일 역사적 결정은 14.3 퍼센트 절하로 정부를 저지르기 위하여 찍어졌다. 상황은 당시 거대한 정치적 논쟁이었다.  
캘러헌은 즉시 재무 장관으로서 자신의 사임을 제공하였고, 증가하는 정치적 반대는 그것을 받아들이는 데 윌슨을 강요하였다.  윌슨은 그러고나서 로이 젱킨스를 내무 장관에서 재무 장관으로 옮겼고, 캘러헌은 1967년 11월 30일 새로운 내무 장관이 되었다.

### 내무 장관

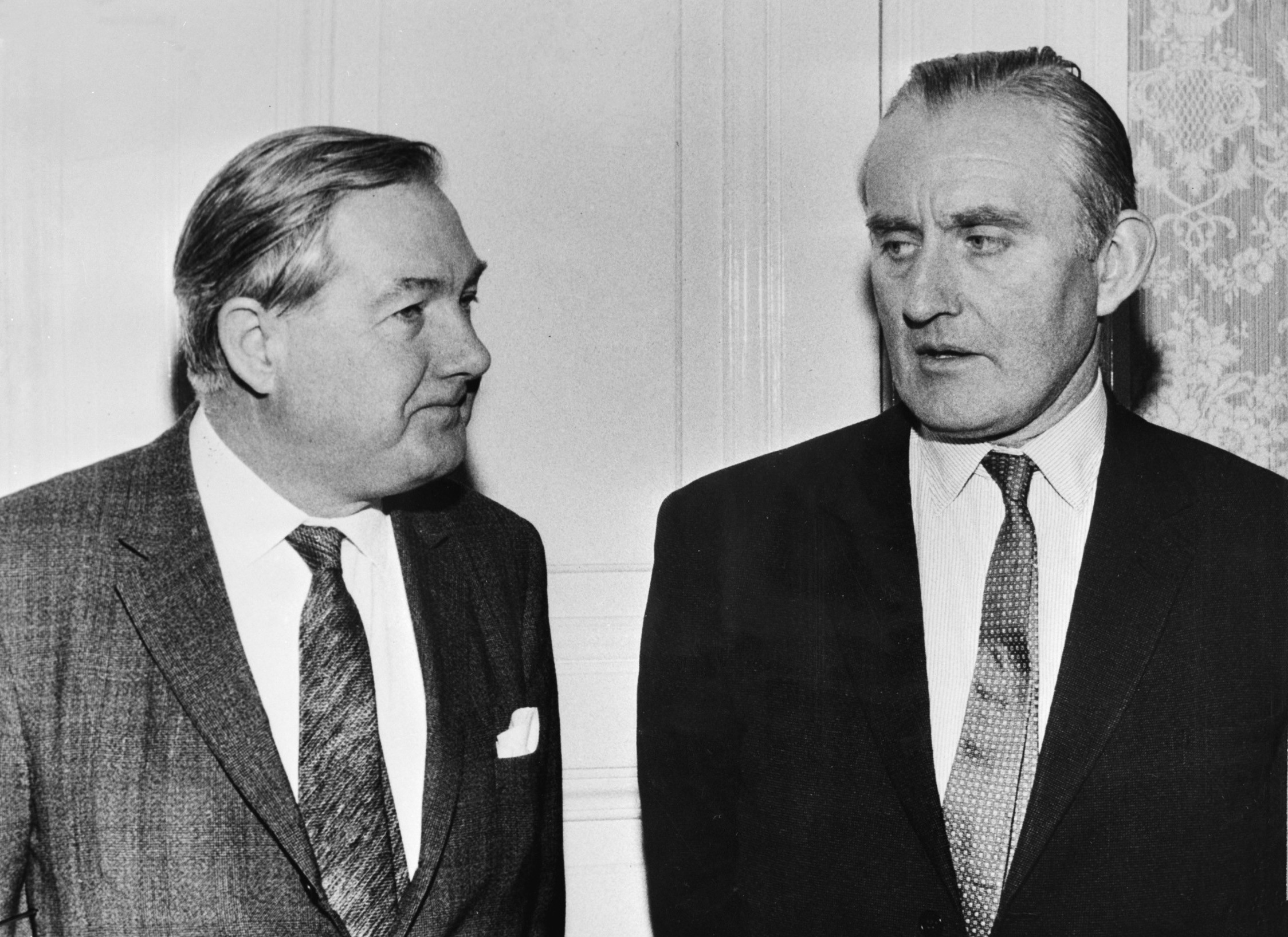
북아일랜드 총리 제임스 치체스터클라크와 함께 (1970년)

내무 장관으로서 캘러헌의 시간은 북아일랜드에서 새로운 갈등에 의하여, 그리고 영국 경제의 감소하는 상태와 함께 숙고적으로 특정이 지어졌다.  노동 조합 운동에서 그의 배경은 1969년 그의 내각 동료 바버라 캐슬에 의하여 제안된 근로 계약법으로 대립을 위한 그의 초첨으로 이끌었다.  이 분투에 그는 최후적으로 압도하였고, 제안들은 떨어졌다.  노동 조합들의 견고한 방어자로서 그는 그것들을 개혁하는 데 노력들을 반대하여 노동자 계급을 상징하는 "천 모자의 보호자"라는 칭호를 얻었다.  당 안에서 윌슨을 싫어했던 어떤이들이 그를 불안정하게 하고 이제 캘러헌이 차지하게 하려는 음모를 꾸미기 시작하였다.  캘러헌은 또한 북아일랜드의 얼스터 연합당 정부로부터 요청 후에 북아일랜드에서 영국군을 배치하는 데 결정을 택하기도 하였다.
그는 케냐 출신 아시아인들의 유입이 곧 국가에 몰려들 것에 보수당의 역설에 의하여 자극된 입법의 논쟁적 파편 1968년의 이민 법령을 위하여 책임이 있었다.  한 주에 하원을 통하여 서구를 그것은 증빙식 제도를 세워 영국과 "실질적 연결이 없던" 영국 여권의 소지자들에 입국 통제들을 놓았다.  또한 상당한 것은 동년에 인종 관계 법령의 통과였고, 민족 배경의 근거에 고용, 주택 공급과 교육을 거부하는 데 그것을 불법으로 만들었다.  법령은 차별과 공평하지 않은 태도들의 고소들과 다루는 데 당시 인종 관계 위원회의 권력들을 넓혔다.  그것은 또한 "조화로운 공동체 관계"들을 흥행하는 데 새로운 감독 기관 공동체 관계 위원회를 세우기도 하였다.  법안을 국회로 대표한 내무 장관 캘러헌은 "하원은 우리의 국가와 우리의 어린이들을 위하여 더욱 거대한 사회의 중요성의 문제를 드물게 향하였다."고 말하였다.
1970년 총선에서 에드워드 히스에 의하여 윌슨의 충격적인 패배 후, 캘러헌은 윌슨의 취약점에 불구하고 리더십을 위하여 그를 도전하는 데 거절하였다.  이것은 윌슨의 시각에 그를 회복시키는 데 많은 일을 하였다.  그는 정부와 노동 조합들 사이에 "사회 계약"의 아이디어를 담고 있던 1972년 새로운 정책 진술을 작성하는 임무를 맡았다.  그는 또한 당수를 상담없이 자신의 개인적 상대를 명확하게 만들어 윌슨의 관리를 강요한 유럽 경제 공동체에 가입하는 데 노동당이 히스 정부의 입찰을 반대한 것을 보증하는 데 많은 일을 하기도 하였다.
그는 그늘진 외무 장관이 될 때 1970년 총선에서 노동당 정부의 패배까지 내무 장관의 직위를 보유하였다.

### 외무 장관
1974년 3월 윌슨이 다시 총리로 임명되었을 때 그는 캘러헌을 외무 장관으로 임명하여 유럽 경제 공동체의 영국의 회원직의 조건들을 재협상하기 위하여 그에게 책임을 주었다.  회담이 끝날 때 캘러헌은 새로운 조건들이 받아들일 수 있다는 것을 선언하는 내각을 이끌었고, 1975년 국민 투표에서 "찬성" 투표를 성원하였다.
그의 2번째 기간 동안 윌슨은 1976년 3월 16일 자신의 놀라운 사임을 공고하였고, 비공식적으로 자신의 후임자로서 캘러헌에 양도하였다.  캘러헌은 자신이 연장자 후보였어도 리더십을 이기는 데 호의를 가졌으며, 또한 가장 경험적이고 최소의 분할이었다.  노동당 운동의 전부의 일부와 함께 인기는 리더십의 투표를 이기는 데 노동당 의원들의 비밀 투표를 통하여 그를보았다.  그해 4월 5일 64세 9일의 나이로 캘러헌은 영국의 총리가 되었다.

## 총리 재임 (1976 ~ 1979)

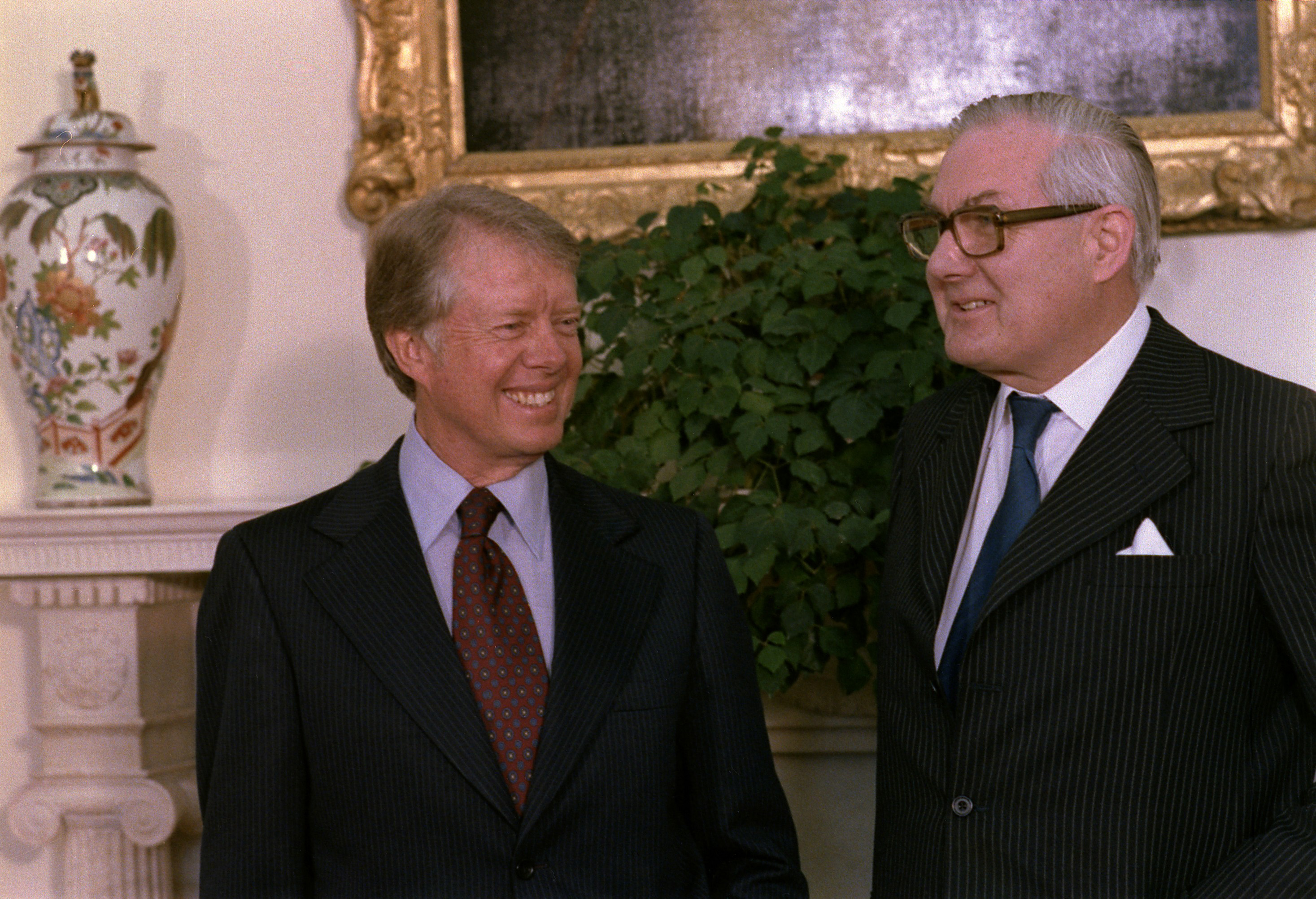
카터 대통령과 캘러헌 (1978년)

총리가 되는 데 대비하여 캘러헌은 3개의 내각 직위들 - 재무 장관, 내무 장관과 외무 장관 전부를 보유하는 데 첫 총리였다.
조합 운동으로부터 캘러헌의 성원은 좌익 직위를 위하여 착각해서야 안된다는 것이었다, - 윌슨과 달리 캘러헌은 1950년대 초반에 노동당의 지시에 휴 게이츠컬의 성원자로 지내왔고, 그는 자신이 당수가 되었을 때 바버라 캐슬을 해고시켜 오래된 점수를 가라앉혔다.  하지만 그는 또한 자신과 같이 당의 우익에 있던 에드워드 쇼트에게 내각 직위를 제공하지 않았다.  1977년 1월 자신이 귀족 신문이 주어질 때까지 쇼트는 부당수로서 지속적으로 지냈다.
캘러헌은 균형이 잡힌 내각의 윌슨의 정책을 지속하였고, 당수 마이클 푸트의 직업을 위하여 자신이 꺾은 남자에 크게 의존하였다.  푸트는 하원의 지도자로 만들어지고 정부의 입법 프로그램을 통하여 조타의 임무가 주어졌다.  곧 노동당이 보궐 선거에서 불쌍한 공연에서 그 다수를 잃으면서 이 일은 캘러헌과 푸트의 권능과 견고한 결심을 합친 전부를 요구하였다.  그들이 하원에서 충돌하였어도 캘러헌은 1960년대에 이에인 매클로드가 그늘의 장관이었을 때 매클로드와 좋은 인간 관계를 매우 즐겼다.
그해 3월 캘러헌은 논쟁과 족벌주의의 비난에 연루되었다.  저명한 저널리스트이나 외교에서 아무 특이한 배경이 없던 그의 처자 피터 제이는 미국 주재 영국 대사로 임명되었다.  캘러헌 정부는 또한 소련의 위협에 불구하고 해리어 전투기들을 파는 데 결정하였다.  미국의 지미 카터 대통령과 캘러헌은 매우 좋은 조건들에 있었고, 미국이 중국인들에게 군용 장비를 팔지 않으려하는 것을 소련에 맹세하였다.  하지만 그는 무기 거래들을 만드는 다른 서방 국가들의 방향에서 서려고 하지 않았다.
총리로서 그의 시간은 하원에서 소수와 함께 정부를 운영하는 위기들에 의하여 지배되었다.  캘러헌은 자유민주당-노동당 협정을 포함하여 살아남는 순서에서 소수의 정당들과 함께 다루는 데 강요되었다.  그는 스코틀랜드와 웨일스에서 상전에 국민 투표를 받아들이는 데 강요되어 왔다.  하지만 1978년 가을까지 대부분의 여론 조사는 노동당이 앞서는 것을 보여주고 있었고, 그는 선거를 부르는 데 기대되었다.  그렇게 하지 않는 데 그의 결정은 그의 총리직의 가장 큰 실수로서 묘사되어 왔다.
유명하게 그는 야당에 휩싸였고 1978년 9월 초순에 방송에서 그의 선거의 선언을 만드는 데 기대되었다.  당시 계속하기로 그의 결정은 정치적 장면의 그의 지배의 상징으로서 많은이들에 의하여 보였고 그는 그달의 조합 회의에서 "Waiting at the Church"를 부른 옛날 뮤직홀 스타 마리 로이드를 가장하면서 자신의 상대들을 조소하였다. - 이제 근대의 영국 정치에서 거만의 거대한 순간들 중의 하나로 보였으나 당시 축제를 벌였다.  캘러헌은 자신이 선거를 약속하지 않은 전갈을 전달하려고 의도하였으나 대부분의 관찰자들은 그의 전갈을 그가 선거를 부르려했던 역설로서 잘못 읽었고 보수당원들이 그것을 위하여 준비하려고 하지 않았다.
장기적인 경제적 어려움들과 다루는 캘러헌의 방향은 합리적인 성공과 4년 동안 자신이 운영해 온 급여 제한을 관련하였다.  그는 5번째 해가 경제를 더욱 향상시킬 것이고 1979년 자신이 재선되기르 허용할 것이라고 내기를 하여 임금 인상을 5 퍼센트 혹은 적게 보유하는 시도를 하였다.  노동 조합들은 급여 제한을 거절하였고, 1978년 ~ 1979년 파업들의 성공에서 높은 임금을 확보하였다.  산업 불안이 그의 정부를 과격적으로 인기 없게 만들었고 하나의 인터뷰 의문에서 캘러헌의 응답은 그것을 더욱 악하게 만들었다.  1979년 초순 과들루프에서 열린 경제 정상 회의로부터 영국으로 귀국한 캘러헌은 "현재 국가에서 장착 혼돈의 보기에 당신의 정통적인 접근이 무엇입니까?"라고 의문이 주어졌다.
캘러헌은 "글쎄 그것은 당신이 만드는 정의입니다.  난 만약 당신이 외부로부터 그것을 본다면 당신을 약속하고, 아마 당신은 지금 오히려 교구적 관점을 취하고 있습며 나는 세계에서 다른 사람들이 거기에 장착 혼돈이 있다는 보기를 나눌 것이라고 생각하지 않습니다."라고 답변하였다.
이 답변은 더 선에 "Crisis?  What Crisis?" (위기? 무슨 위기?)의 표제 아래 보고되었다.
1979년 3월 29일 하나의 투표에 의하여 하원이 불신임 결의를 통과할 때 선거를 부르는 데 여왕을 조언하는 데 강요되었다.  상담자 사치 앤드 사치를 광고하면서 보수당원들은 "노동당은 일을 하지 않는다."라는 슬로건에 선거 운동을 벌였다.  기대되면서 마거릿 대처가 선거를 이겼다.

## 이후의 일생 (1980 ~ 2005)
1980년 당 회의가 개인적 일원들과 노동 조합들을 연루시킨 선거 인단에 의하여 선거의 새로운 제도를 위하여 투표했을 때 캘러헌은 그해 9월 노동당의 당수로서 사임을 하였다.  그의 사임은 그의 후임자가 의원들 만에 의하여 선출될 것을 확신시켰다.  국회의 노동당의 깊은 내분을 베어 놓은 선거 운동의 2번째 라운드에서 마이클 푸트는 당수로서 캘러헌의 뒤를 이으는 데 데니스 힐리를 꺾었다.
1983년 캘러헌은 하원에서 장기적의 지속적으로 지낸 일원과 1945년 선거의 단둘의 생존자들 중의 하나로서 "하원의 최고참 의원"이 되었다.  1987년 그는 가터 훈장이 수훈되었고, 하원으로서 42년 후 1987년 총선에 섰다.  짧은 후에 그는 사우스글러모건 주의 왕립 카운티 카디프 시의 "카디프의 캘러헌 남작"으로서 남작으로 올라갔다.
1988년 그레이트 오먼드 스트리트 병원의 전 의장 (1969 ~1982)인 캘러헌의 부인 오드리 여사는 병원으로 J. M. 배리에 의하여 지정되어 온 피터 팬의 저작권이 만기될 상태였다는 것을 지적한 신문으로 편지를 썼다.  캘러헌은 그러고나서 그것을 영구적으로 넓히는 데 상원에서 숙고 아래 저작권 청구서로 수정 조항을 옮겼으며 이것은 정부에 의하여 받아들여졌다.
2005년 2월 14일 그는 가장 장수한 영국의 총리가 되어 해럴드 맥밀런을 앞섰고, 자신의 93세 생일을 하루 앞둔채 3월 26일 이스트서식스주 링머에 있는 자신의 농장에서 사망할 때 아무 영국 총리의 장수 일생을 가졌다.  그의 사망 당시 캘러헌은 92년 364일을 살았으며 42일 차이로 맥밀런의 수명을 초과하였다.  캘러헌은 화장되었고 그의 재는 부인이 이사회를 지냈던 그레이트 오먼트 스트리트 병원의 입구 근처에 꽃들로 둘러싸인 피터 팬 동상의 바닥에 뿌려졌다.

## 개인 생활
캘러헌의 취미는 럭비, 테니스와 농업이었다.  그는 자신들이 둘다 지방의 침례교회에서 주일 학교 교사들로 일하였을 때 자신이 만난 오드리 엘리자베스 멀튼과 1938년 7월에 결혼하여 1남 2녀를 두었다.  오드리 여사는 캘러헌이 사망하기 전 11일 일찍이 3월 15일에 사망하였다.
그들의 자녀들 중 하나인 마거릿은 패딩턴의 제이 남작 부인이 되었고, 1998년부터 2001년까지 영국 상원의 지도자였다.

## 서훈
- 1987년 가터 훈장(The Order of the Garter, KG) 수훈
- 1987년 남작 작위(Baron Callaghan of Cardiff) 서임